# Jeffrey Brown
Jeffrey Robert Brown (6 de febrero de 1968) es un economista estadounidense. Se desempeña como decano de la Gies College of Business de la Universidad de Illinois en Urbana-Champaign. 

## Biografía
Obtuvo un doctorado en economía del MIT (donde su asesor era Jim Poterba), una maestría en Políticas Públicas de la Escuela Harvard Kennedy y una licenciatura de la Universidad Miami.
Fue profesor William G. Karnes en el Departamento de Finanzas y director del Centro de Negocios y Políticas Públicas. Se desempeña como investigador asociado en la Oficina Nacional de Investigación Económica y como director asociado del Centro de Investigación sobre la Jubilación del NBER. Desde 2009 se desempeña como Fideicomisario de TIAA, la empresa operadora de TIAA-CREF. Entre octubre de 2006 hasta septiembre de 2008, se desempeñó como miembro de la Junta Asesora del Seguro Social. Se desempeñó de igual forma como economista principal en el Consejo Presidencial de Asesores Económicos de 2001 a 2002.

## Publicaciones seleccionadas
- Brown, J., Dimmock, S., Kang, J., Weisbenner, S. De próxima publicación. Cómo responden las dotaciones universitarias a las crisis de los mercados financieros: evidencia e implicaciones. Revisión económica estadounidense
- Brown, J., Weisbenner, S. De próxima publicación. Los efectos distributivos de la disposición de eliminación de ganancias extraordinarias de la Seguridad Social. Revista de economía y finanzas de pensiones
- Brown, J., Kapteyn, A., Mitchell, O. De próxima publicación. Encuadre y reclamo: cómo el marco de la información afecta el comportamiento esperado en el reclamo de la Seguridad Social. Revista de Riesgos y Seguros
- Brown, J., Goda, G., McGarry, K. 2012. La demanda de seguros de atención a largo plazo está limitada por las creencias sobre las necesidades, las preocupaciones sobre las aseguradoras y la atención disponible por parte de la familia. Asuntos de Salud, 31: 1294-1302
- Brown, J., Nijman, T. 2012. Opciones para mejorar la desacumulación del patrimonio de las pensiones en los Países Bajos. En El futuro de las pensiones multipilares. Netspar